# Tāfuna
Tāfuna ist ein Dorf an der Südküste der Insel Tutuila von Amerikanisch-Samoa. Es liegt 2 km nördlich vom Pago Pago International Airport und 2 km südlich von Nuʻuuli. Tāfuna ist die größte Ortschaft in Amerikanisch-Samoa und das Zentrum des Nachtlebens auf der Insel.
| Jahr      | 1980 | 1990 | 2000 | 2010 |
| Einwohner | 1086 | 5174 | 8409 | 7945 |

In Tāfuna steht die Kathedrale Heilige Familie des römisch-katholischen Bistums Samoa-Pago Pago. Ferner gibt es hier einen Königreichssaal der Zeugen Jehovas.
In der Nähe des Flughafens liegt das Veterans Memorial Stadium (Amerikanisch-Samoa).  Die amerikanisch-samoanische Fußballnationalmannschaft trägt dort ihre Heimspiele aus. Aber auch für andere Sportarten wird die Anlage genutzt.